# Vitbröstad monarktörnskata
Vitbröstad monarktörnskata (Megabyas flammulatus) är en tätting i familjen vangor.

## Utseende och läte
Vitbröstad monarktörnskata är en särengen törnskateliknande fågel. Den ger intrycket av en kraftig flugsnappare, med stor krokförsedd näbb, rätt kort stjärt och stor kropp. Hanen är typiskt vit under och svart ovan, med rött öga och vit övergump. Honan har också vit undersida, men med kraftiga svarta streck. Vidare har honan vit tygel och generellt rödbrun ovansida med mörkare vingpennor. Fågeln liknar tofsmonarktörnskatan, men har vit strupe och saknar huvudtofs. Honans streckade undersida är också utmärkande. Lätena beskrivs som fallande "PWHEEEeeeer", enkla "cherdew" och dubblerade varierade, nästan mekaniska fraser: "perit-perit, tchledew-tchledew".

## Utbredning och systematik
Vitbröstad monarktörnskata delas upp i två underarter med följande utbredning:
- Megabyas flammulatus flammulatus – Sierra Leone till Kamerun, Gabon och västra Demokratiska republiken Kongo samt ön Bioko i Guineabukten
- Megabyas flammulatus aequatorialis – norra Angola till centrala Demokratiska republiken Kongo, Uganda, västra Kenya och sydligaste Sydsudan; även sydöstra Demokratiska republiken Kongo och närliggande nordvästra Zambia

Tidigare placerades denna art och tofsmonarktörnskatan i släktet Bias, men lyfts numera ut till det egna släktet Megabyas.

### Familjetillhörighet
Vitbröstad monarktörnskata och tofsmonarktörnskatan (Bias musicus) placerades länge bland flikögonen (Platysteiridae). Genetiska studier visar dock att de står närmast de asiatiska skogstörnskatorna i släktena Hemipus och Tephrodornis. De inkluderas numera alla i familjen vangor (Vangidae).

## Levnadssätt
Vitbröstad monarktörnskata hittas i skog och skogsbryn. Där ses den ofta sitta upprätt på grenar, vaggande stjärten från sida till sida.

## Status och hot
Arten har ett stort utbredningsområde och en stor population, men tros minska i antal till följd av habitatförstörelse, dock inte tillräckligt kraftigt för att den ska betraktas som hotad. Internationella naturvårdsunionen IUCN kategoriserar därför arten som livskraftig (LC). Världspopulationen har inte uppskattats men den beskrivs som ovanlig till frekvent förekommande.